# Do You Love Me (sång)
"Do You Love Me" är en låt av KISS från deras fjärde studioalbum, Destroyer (1976). Låten är skriven av Paul Stanley, Bob Ezrin och Kim Fowley och sjungs av Stanley.
"Do You Love Me" är inspirerad av "Countors" låt med namnet "Do You Love Me" från 1962. "Do You Love Me" är även den andra och sista låten på Destroyer där Kim Fowley bidrar. Fowley hade tidigare samarbetat med Alice Cooper och Slade.
"Do You Love Me" spelades bara 1976-1978 innan den var borta i 18 år tills 1996 i och med återföreningen. Sedan dess har den nästan alltid spelats.
Grungebandet Nirvana gjorde 1990 en cover på "Do You Love Me".